# Gombe (stan)
Gombe – stan we wschodniej części Nigerii.
Gombe sąsiaduje ze stanami Taraba, Adamawa, Borno, Yobe i Bauchi. Jego stolicą jest Gombe. Powstał w 1996 po oddzieleniu części terenów stanu Bauchi. Jest nazywany "Klejnotem sawanny".
Ludność stanu w roku 2006 wynosiła 2,35 miliona mieszkańców. Na rok 2012 wynosi 2,71 miliona mieszkańców, z czego większość to głównie Fulani. 

## Podział administracyjny
Stan podzielony jest na 11 lokalnych obszarów administracyjnych:
| - Akko - Balanga - Billiri - Dukku - Funakaye - Gombe | - Kaltungo - Kwami - Nafada - Shongom - Yamaltu/Deba |